# 新港街道 (烟台市)
新港街道，是中华人民共和国山東省烟台市蓬莱区下辖的一个乡镇级行政单位。

## 行政区划
新港街道下辖以下地区：
西村、中村、东村、官庄子村、刘家旺村、营子里村、铜井村、赵格庄村、湾子口村、大皂许家村、安香丛家村、大蔡家村、大皂孙家村、山北头村、许马村、矫格庄村和景家村。